# 29 mars en sport
29 février 29 avril
Chronologies thématiques
- Croisades
- Ferroviaires
- Disney

Le 29 mars (88e jour de l'année ou 89e en cas d'année bissextile) en sport.

## Événements

### XIXesiècle
- 1863 :
  - (Sport hippique) : inauguration de l'Hippodrome de Vincennes[1].
- 1873 :
  - (Aviron) : The Boat Race entre les équipes universitaires d'Oxford et de Cambridge. Cambridge s'impose[2].
  - (Football) : finale de la 2e FA Challenge Cup (16 clubs inscrits). Wanderers 2, Oxford University 0 devant 3000 spectateurs à Lillie Bridge[3].
- 1884 :
  - (Football) :
    - (Coupe d'Angleterre) : finale de la 13e FA Challenge Cup (100 inscrits). Blackburn Rovers 2, Queen's Park FC 1. 14 000 spectateurs au Kennington Oval.
    - (British Home Championship) : à Glasgow l'Écosse s'impose face au Pays de Galles 4-1 et remporte la première édition du tournoi British Home Championship mettant aux prises les quatre associations britanniques.
- 1886 :
  - (Football) : à Wrexham (Racecourse Ground), l'Angleterre s'impose 1-3 face au Pays de Galles. Premier match international impliquant un joueur officiellement professionnel (Forrest). Ce dernier évolua en bleu ciel tandis que le reste de l'équipe nationale d'Angleterre était paré du traditionnel blanc, symbole de pureté… devant 5 000 spectateurs.
- 1890 :
  - (Coupe d'Angleterre) : en finale de la 19e FA Cup (132 inscrits). Blackburn Rovers bat Sheffield Wednesday FC 6-1 devant 20 000 spectateurs au Kennington Oval.

### XXesièclede1901à1950
- 1927 :
  - (Sport automobile) : à Daytona Beach, Henry Segrave établit un nouveau record de vitesse terrestre : 327,97 km/h.
- 1931 :
  - (Sport automobile) : victoire d'Achille Varzi de l'écurie Bugatti au Grand Prix automobile de Tunisie.
- 1937 :
  - (Cyclisme) : Georges Paillard établit un nouveau Record de vitesse à vélo sur le plat derrière abri à 137,40 km/h.
- 1948 :
  - (Sport automobile) : Grand Prix de Pau.

### XXesièclede1951à2000
- 1981 :
  - (Formule 1) : Grand Prix automobile du Brésil.
- 1998 :
  - (Formule 1) : Grand Prix automobile du Brésil.

### XXIesiècle
- 2008
  - (Cyclisme sur piste) : à l'occasion de la quatrième journée des championnats du monde, à Manchester (Angleterre), la Grande-Bretagne remporte trois nouvelles médailles d'or, portant son total à neuf médailles d'or depuis le début de ces championnats : Mark Cavendish et Bradley Wiggins (course à l'américaine), Victoria Pendleton (Vitesse Femmes) et Chris Hoy (keirin).
- 2009 :
  - (Formule 1) : Grand Prix d'Australie.
- 2015 :
  - (Cyclisme sur route / Classique) : l'Italien Luca Paolini remporte à 38 ans la plus belle victoire de sa carrière en s'imposant sur la classique flamande Gand-Wevelgem en devançant le Néerlandais Niki Terpstra et le Britannique Geraint Thomas.
  - (Compétition automobile /Formule 1) : à Sepang, lors du Grand Prix de Malaisie, c’est une Ferrari, celle de Sebastian Vettel, qui a franchi la ligne en premier. Le pilote allemand, deuxième sur la grille de départ, a remporté son 40e succès en carrière, le premier sous ses nouvelles couleurs. Il a devancé les Mercedes du champion du monde en titre Lewis Hamilton et du poleman Nico Rosberg.

## Naissances

### XIXesiècle
- 1867 :
  - Cy Young, joueur de baseball américain. († 4 novembre 1955).
- 1868 :
  - Selwyn Edge, pilote de courses automobile australien. († 12 février 1940).
- 1875 :
  - Johan Edman, tireur à la corde suédois. Champion olympique de tir à la corde aux Jeux de Stockholm 1912. († 19 août 1927).
- 1876 :
  - Ioannis Georgiadis, sabreur grec. Champion olympique en individuel aux Jeux d'Athènes 1896. († 14 mars 1960).
  - Friedrich Traun, joueur de tennis allemand. Champion olympique du double aux Jeux d'Athènes 1896. († 11 juillet 1908).
- 1880 :
  - Bobby Templeton, footballeur écossais. (11 sélections en équipe nationale). († 2 novembre 1919).
- 1888 :
  - Bror Fock, athlète de fond suédois. Champion olympique du cross par équipes et médaillé d'argent du 3 000 m par équipes aux Jeux de Stockholm 1912. († 4 septembre 1964).
- 1891 :
  - Alfred Neubauer, dirigeant d'écurie automobile allemand. († 22 août 1980).
- 1900 :
  - Bill Aston, pilote de courses automobile britannique. († 4 mars 1974).

### XXesièclede1901à1950
- 1906 :
  - James Bausch, athlète d'épreuves combinées américain. Champion olympique du décathlon aux Jeux de Los Angeles 1932. Détenteur du Record du monde du décathlon du 6 août 1932 au 8 juillet 1934. († 9 juillet 1974).
- 1907 :
  - Adolphe Touffait, footballeur français devenu magistrat. (1 sélection en équipe de France). († 12 mars 1990).
- 1923 :
  - Geoff Duke, pilote de courses motocycliste britannique. Champion du monde de vitesse moto 350 cm3 et 500 cm3 1951, champion du monde de vitesse moto 350 cm3 1952 puis champion du monde de vitesse moto 500 cm3 1953, 1954 et 1955. († 1er mai 2015).
- 1928 :
  - Vincent Gigante, boxeur américain. († 19 décembre 2005).
- 1931 :
  - Julien Vernaeve, pilote de courses automobile belge.
- 1935 :
  - Keith Ripley, footballeur anglais. († 5 novembre 2012).
- 1937 :
  - Gordon Milne, footballeur puis entraîneur anglais. (14 sélections en équipe nationale).
- 1943 :
  - Philippe de Henning, pilote de courses automobile français.
- 1945 :
  - Walt Frazier, basketteur américain.
- 1947 :
  - Inge Bödding, athlète de sprint allemande. Médaillée du relais 4 × 400 m aux Jeux de Munich 1972.
- 1948 :
  - Carlo Petrini, footballeur italien. Vainqueur de la Coupe des clubs champions 1969. († 16 avril 2012).

### XXesièclede1951à2000
- 1952 :
  - Rainer Bonhof, footballeur puis entraîneur allemand. Champion du monde de football 1974. Champion d'Europe de football 1972 et 1980. Vainqueur de la Coupe UEFA 1975 et de la Coupe d'Europe des vainqueurs de coupe de football 1980. (53 sélections en équipe nationale).
  - Russell Fairfax, joueur de rugby à XV australien. (8 sélections en équipe nationale).
  - Brad McCrimmon, hockeyeur sur glace puis entraîneur canadien. († 7 septembre 2011).
  - Teofilo Stevenson, boxeur cubain. Champion olympique des +81 kg aux Jeux de Munich 1972, aux Jeux de Montréal 1976 puis aux Jeux de Moscou 1980. Champion du monde de boxe amateur des +81 kg 1974 et 1978 puis 1986. († 11 juin 2012).
- 1953 :
  - Luc Tardif, hockeyeur sur glace puis dirigeant sportif franco-canadien. Président de la FFHG depuis 2006
- 1954 :
  - Patrice Neveu, footballeur puis entraîneur français. Sélectionneur de l'équipe de Guinée de 2004 à 2006, de l'équipe de la République démocratique du Congo de 2008 à 2010, de l'équipe de Mauritanie de 2012 à 2014 et de l'équipe de Haïti de 2015 à 2016.
  - Gérard Soler, footballeur puis entraîneur français. (16 sélections en équipe de France).
- 1955 :
  - Earl Campbell, joueur de foot U.S. américain.
- 1956 :
  - Kurt Thomas, gymnaste artistique américain. Champion du monde de gymnastique artistique au sol 1978 puis champion du monde de gymnastique artistique du sol et de la barre fixe 1979.
- 1961 :
  - Françoise Amiaud, basketteuse puis dirigeante sportive française. (92 sélections en équipe de France).
  - Gary Brabham, pilote de courses automobile australien.
- 1966 :
  - Krasimir Balakov, footballeur puis entraîneur bulgare. (96 sélections en équipe nationale).
- 1972 :
  - Rui Costa, footballeur portugais. Vainqueur de la Ligue des champions 2003. (94 sélections en équipe nationale).
- 1973 :
  - Maurice Whitfield, basketteur américain puis tchèque.
- 1974 :
  - Marc Gené, pilote de F1 et de courses automobile d'endurance espagnol. Vainqueur des 24 Heures du Mans 2009.
  - Cyril Julian, basketteur français. Médaillé d'argent aux Jeux de Sydney 2000. Vainqueur de la Coupe Korać 2000. (135 sélections en équipe de France).
- 1976 :
  - Igor Astarloa, cycliste sur route espagnol. Champion du monde de cyclisme sur route 2003. Vainqueur de la Flèche wallonne 2003.
  - Jennifer Capriati, joueuse de tennis américaine. Championne olympique en simple aux Jeux de Barcelone 1992. Victorieuse des Open d'Australie 2001 et 2002, de Roland Garros 2001, puis des Fed Cup 1990 et 2000.
- 1978 :
  - Francisco Farinós, footballeur espagnol (2 sélections en équipe nationale).
  - Igor Rakočević, basketteur serbe. Champion du monde de basket-ball masculin 2002. Champion d'Europe de basket-ball 2001.
- 1979 :
  - Estela Giménez, gymnaste rythmique espagnole. Championne Olympique par équipes aux Jeux d'Atlanta 1996. Championne du monde de gymnastique rythmique au 3 Ballons + 2 Rubans 1995 et 1996.
  - Leon Hayward, hockeyeur sur glace américain.
- 1980 :
  - Robert Archibald, basketteur écossais. (60 sélections en équipe nationale).
- 1981 :
  - Yohann Taberlet, skieur alpin handisport français.
  - Jussi Veikkanen, cycliste sur route finlandais.
- 1982 :
  - Florian Kilama, volleyeur français. (34 sélections en équipe de France).
- 1983 :
  - Sofian El Adel, joueur international néerlandais de futsal.
  - Dušan Đorđević, basketteur serbe. Vainqueur de l'EuroChallenge 2010.
  - Yusuf Saad Kamel, athlète de demi-fond bahreïnien. Champion du monde d'athlétisme du 1 500 m 2009.
- 1984 :
  - Juan Mónaco, joueur de tennis argentin.
- 1985 :
  - Fernando Amorebieta, footballeur hispano-vénézuélien. (15 sélections en équipe du Venezuela).
  - Maxim Lapierre, hockeyeur sur glace canadien. Médaillé de bronze aux Jeux de Pyeongchang 2018.
- 1986 :
  - Yuri Alvear, judokate colombienne. Médaillée de bronze des -70kg aux Jeux de Londres 2012 puis d'argent des -70kg aux Jeux de Rio 2016. Championne du monde de judo des -70kg 2009, 2013 et 2014.
  - Cheikh Ndoye, footballeur sénégalais. (20 sélections en équipe nationale).
  - Romina Oprandi, joueuse de tennis italo-suisse.
- 1987 :
  - Chris Ashton, joueur de rugby à XV et à XIII anglais. Vainqueur du Tournoi des Six Nations 2011. (43 sélections avec l'équipe de rugby à XV et 4 avec celle de rugby à XIII).
  - Romain Hamouma, footballeur français.
  - Dimitri Payet, footballeur français. (38 sélections en équipe de France).
- 1988 :
  - Tat'yana Likhtarovitch, basketteuse biélorusse. (9 sélections en équipe nationale).
  - Bojana Živković, volleyeuse serbe. Médaillée d'argent aux Jeux de Rio 2016. Championne d'Europe féminin de volley-ball 2017. (126 sélections en équipe nationale).
- 1989 :
  - Arnold Peralta, footballeur hondurien. (27 sélections en équipe du Honduras). († 10 décembre 2015).
  - Tomáš Vaclík, footballeur tchèque. (22 sélections en équipe nationale).
- 1990 :
  - Joris Delle, footballeur français.
  - Fabio Felline, cycliste sur route italien.
  - Travis Leslie, basketteur américain.
  - Christopher Patte, pentathlonien français. Champion du monde de pentathlon moderne par équipes 2013. Champion d'Europe de pentathlon moderne par équipes 2018.
  - Teemu Pukki, footballeur finlandais.
- 1991 :
  - Robby Andrews, athlète de demi-fond américain.
  - Fabio Borini, footballeur italien. (1 sélection en équipe d'Italie)
  - N'Golo Kanté, footballeur franco-malien. Champion du monde football 2018. (39 sélections avec l’équipe de France).
- 1992 :
  - Viktor Lockwood, hockeyeur sur gazon français. (89 sélections en équipe de France de hockey).
- 1994 :
  - Tom Wilson, hockeyeur sur glace canadien.
- 1995 :
  - Filippo Bandinelli, footballeur italien.
  - Frantzdy Pierrot, footballeur américano-haïtien. (17 sélections avec l'équipe d'Haïti).
  - Souheil Mouhoudine, joueur de futsal français. (69 sélections en équipe de France).
- 1996 :
  - Wade Baldwin IV, basketteur américain.
  - Romain Del Castillo, footballeur français.
- 1999 :
  - Emma Picard, joueuse de pétanque française. Médaillée d'argent de pétanque en triplette et de bronze en tir de précision 2021.

### XXIesiècle
- 2001 :
  - Alexis Beka Beka, footballeur français.
- 2004 :
  - Ondřej Kričfaluši, footballeur tchèque.
- 2005 :
  - Nils Zätterström, footballeur suédois.
- 2007 :
  - Matias Siltanen, footballeur finlandais.

## Décès

### XIXesiècle
- 1899 :
  - Tom Morgan, 32 ans, joueur de rugby à XV gallois. (1 sélection en équipe nationale). (° 14 novembre 1866).

### XXesièclede1901à1950
- 1938 :
  - Alex Leake, 66 ans, footballeur puis entraîneur anglais. (5 sélections en équipe nationale). (° 11 juillet 1871).
- 1949 :
  - Helen Homans, 70 ou 71 ans, joueuse de tennis américaine. Victorieuse de l'US Open 1906. (° en 1878 ou 1879).

### XXesièclede1951à2000
- 1958 :
  - Maksimilijan Mihelčič, 52 ans, footballeur yougoslave. (18 sélections en équipe nationale). (° 29 juillet 1905).
- 1965 :
  - Eric Brook, 57 ans, footballeur anglais. (18 sélections en équipe nationale). (° 27 novembre 1907).
  - Heinrich Schomburgk, 79 ans, joueur de tennis allemand. Champion olympique du double mixte aux Jeux de Stockholm 1912. (° 30 juin 1885).
- 1972 :
  - Antonio Bevilacqua, 53 ans, coureur cycliste italien. Champion du monde de poursuite en 1950 et 1951. (° 22 octobre 1918).
- 1986 :
  - Jessie Cross, 76 ans, athlète américaine. Médaillée d'argent du relais 4 x 100 mètres aux Jeux olympiques d'Amsterdam de 1928. (° 14 avril 1909).
- 1996 :
  - Bill Goldsworthy, 51 ans, hockeyeur sur glace canadien. (° 24 août 1944).
- 1997 :
  - Roger Rocher, 76 ans, dirigeant de football français. Président de l'AS Saint-Étienne de 1961 à 1981. (° 6 février 1920).

### XXIesiècle
- 2001 :
  - Tadao Horie, 89 ans, footballeur japonais. (3 sélections en équipe nationale). (° 13 septembre 1913).
- 2008 :
  - Rajko Mitić, 85 ans, footballeur puis entraîneur yougoslave puis serbe. Médaillé d'argent aux Jeux de Londres 1948 puis aux Jeux d'Helsinki 1952. (59 sélection en équipe nationale). Sélectionneur de l'équipe de Yougoslavie de 1966 à 1970. (° 19 novembre 1922).
- 2010 :
  - Jean Cosmat, 99 ans, rameur en aviron français. Médaillé de bronze en quatre avec barreur aux Jeux olympiques d'été de 1936. (° 3 juillet 1910).
- 2013 :
  - Anton Bühler, 90 ans, cavalier suisse. Médaillé de bronze du concours complet individuel et d'argent du concours complet par équipes lors des Jeux olympiques d'été de 1960. (° 15 juin 1922).
  - Billy Williams, 83 ans, joueur de rugby à XV gallois. Vainqueur du Tournoi des Cinq Nations en 1952, 1954, 1955 et 1956. (22 sélections en équipe nationale). (° 19 novembre 1929).
- 2014 :
  - Lelio Antoniotti, 86 ans, footballeur italien. (° 17 janvier 1928).
- 2015 :
  - Jacques Degats, 85 ans, athlète français spécialiste du 400 mètres. Champion d'Europe du relais 4 x 400 mètres en 1954. (° 20 février 1930).
- 2016 :
  - Yves Gominon, 82 ans, joueur de basket-ball français. (33 sélections en équipe nationale). (° 5 juillet 1933).
- 2017 :
  - Ernst Ogris, 49 ans, footballeur autrichien. (1 sélection en équipe nationale). (° 9 décembre 1967).
- 2018 :
  - Corrado dal Fabbro, 72 ans, bobeur italien. Médaillé d'argent du bob à quatre aux Jeux de Sapporo 1972. (° 4 août 1945).
  - Emiliano Mondonico, 71 ans, footballeur puis entraîneur italien. (° 9 mars 1947).
  - Sven-Olov Sjödelius, 85 ans, kayakiste suédois. Champion olympique en K2 sur 1 000 m aux Jeux d'été de 1960 et de 1964. Vice-champion du monde du K4 sur 1 000 m en 1950 et du K1 sur 10 000 m en 1963. (° 13 juin 1933).
  - Rusty Staub, 73 ans, joueur de baseball américain. (° 1er avril 1944).
  - Eugène Van Roosbroeck, 89 ans, cycliste sur route belge. Champion olympique de la course en ligne par équipes aux Jeux de Londres 1948. (° 13 mai 1928).
- 2019 :
  - Maurice Hardouin, 71 ans, footballeur français. (° 26 mars 1948).
- 2020 :
  - Opoku Afriyie, 75 ans, footballeur puis entraîneur ghanéen. Vainqueur de la Coupe d'Afrique des nations en 1978 et 1982. (° 29 janvier 1945).
  - José Luis Capón, 72 ans, footballeur espagnol. (13 sélections en équipe nationale). (° 6 février 1948).
  - Angelo Rottoli, 61 ans, boxeur italien. (° 14 décembre 1958).